# The Report
The Report is een Amerikaanse dramafilm uit 2019 die geschreven en geregisseerd werd door Scott Z. Burns. De hoofdrollen worden vertolkt door Adam Driver, Annette Bening, Jon Hamm en Corey Stoll.
De film is gebaseerd op het werk van Daniel Jones, die de onderzoekscommissie leidde die mocht achterhalen of de CIA na de aanslagen van 11 september 2001 marteltechnieken was beginnen toepassen tijdens ondervragingen.

## Verhaal
Senaatsmedewerker Daniel Jones wordt aangesteld als het hoofd van een onderzoekscommissie die de agressieve ondervragingstechnieken die de Amerikaanse inlichtingendienst CIA is beginnen toepassen na de aanslagen van 11 september 2001 onder de loep moet nemen. Na een jarenlang onderzoek toont Jones het gebruik van brutale, immorele en ineffectieve technieken aan. Jones en zijn commissie willen het 6.700 pagina's tellende rapport wereldkundig maken, maar de CIA en het Witte Huis doen er alles aan om de waarheid verborgen te houden.

## Rolverdeling
| Acteur            | Personage               |
| ----------------- | ----------------------- |
| Adam Driver       | Daniel Jones            |
| Annette Bening    | Dianne Feinstein        |
| Jon Hamm          | Denis McDonough         |
| Linda Powell      | Marcy                   |
| Corey Stoll       | Cyrus Clifford          |
| Ted Levine        | John Brennan            |
| Maura Tierney     | Gina Haspel             |
| Michael C. Hall   | Thomas Eastman          |
| Matthew Rhys      | New York Times Reporter |
| Tim Blake Nelson  | Raymond Nathan          |
| Jennifer Morrison | Caroline Krass          |
| Ben McKenzie      | Scrubbed CIA Officer    |
| Dominic Fumusa    | George Tenet            |
| Noah Bean         | Martin Heinrich         |
| Fajer Al-Kaisi    | Ali Soufan              |
| Douglas Hodge     | Dr. James Mitchell      |
| T. Ryder Smith    | Bruce Jessen            |

## Productie
In 2007 publiceerde Vanity Fair het artikel Rorschach and Awe van onderzoeksjournaliste Katherine Eban. In het artikel werd beschreven hoe de CIA psychologen James Elmer Mitchell en Bruce Jessen had ingeschakeld om marteltechnieken te bedenken die tijdens ondervragingen toepast konden worden. De bevindingen van Eban werden later bevestigd door het lijvige Torture Report van de Amerikaanse Senaat. In 2015 werd bericht dat Scott Z. Burns het artikel in dienst van HBO zou verfilmen.
HBO haakte gaandeweg af. In april 2018 werd het project, onder de titel The Torture Report, opnieuw aangekondigd en raakte ook de casting van Adam Driver, Annette Bening en Jon Hamm bekend. Een maand later werd de cast uitgebreid met onder meer Tim Blake Nelson, Ben McKenzie, Matthew Rhys, Ted Levine en Michael C. Hall. In juni 2018 raakte de casting van Maura Tierney bekend. De opnames gingen in april 2018 van start in New York. Voor de opnames rekende Burns opnieuw op cameraman Eigil Bryld, met wie hij eerder al de HBO-film Pu-239 (2006) had gefilmd. De film werd in 26 dagen opgenomen.
De film ging op 26 januari 2019 in première op het Sundance Film Festival. Twee dagen later werden de distributierechten verkocht aan Amazon Studios. In België en Nederland werd de film op respectievelijk 6 en 7 november 2019 in de bioscoop uitgebracht. Op 29 november 2019 werd de film uitgebracht via de streamingdienst Prime Video.